# Sielsowiet machnowski
Sielsowiet machnowski (ros. Махновский сельсовет) – jednostka administracyjna (osiedle wiejskie) wchodząca w skład rejonu sudżańskiego w оbwodzie kurskim w Rosji.
Centrum administracyjnym sielsowietu jest sieło Machnowka.

## Geografia
Powierzchnia sielsowietu wynosi 51,98 km².

## Historia
Status i granice sielsowietu zostały określone ustawami z 2004 i z 2010 roku.

## Demografia
W 2017 roku sielsowiet zamieszkiwało 1707 mieszkańców.

## Miejscowości
W skład sielsowietu wchodzą miejscowości: Machnowka, Czerkasskaja Konopielka, Dmitriukow, Fansiejewka, Kołmakow, Russkaja Konopielka.